# Angela Schanelec
Angela Schanelec (geboren 14 februari 1962) is een Duitse actrice, filmregisseur, scenarioschrijver, editor, producent, professor en vertaler. Ze wordt gerekend tot de los samenhangende filmstroming van de Berlijnse School. Op het 69ste Filmfestival van Berlijn won Schanelec de Zilveren Beer voor Beste Regisseur voor haar film Ich war zuhause, aber....

## Biografie
Schanelec werd geboren in Aalen, Baden-Württemberg, in Duitsland. Haar artistieke carrière begon als actrice in het theater. Ze studeerde aan de Hochschule für Musik und Darstellende Kunst in Frankfurt am Main en acteerde tussen 1984 en 1991 bij Schauspielhaus Köln, Schauspielhaus Bochum, Thalia Theater Hamburg en Schaubühne Berlin. Ze is echter vooral bekend geworden als filmmaker.
Aan de Deutsche Film- und Fernsehakademie Berlin (dffb) studeerde ze vervolgens onder Harun Farocki en Hartmut Bitomsky.  Hier ontmoette ze ook Christian Petzold en Thomas Arslan, met wie ze deel uitmaakte van de eerste golf van de Berlijnse school. In deze periode produceerde ze haar afstudeerfilm Ich bin den Sommer über in Berlin geblieben. Schanelec, Petzold en Arslan vonden steun in de ontluikende artistieke scene van het Berlijn na de Duitse hereniging, en in het productiebedrijf Schramm Film, geleid door Michael Weber en Florian Koerner von Gustorf.  Sinds haar afstuderen aan dffb heeft ze meerdere speelfilms geschreven en geregisseerd en segmenten bijgedragen aan de anthologiefilms Bridges of Sarajevo en Deutschland 09 - 13 kurze Filme zur Lage der Nation.
Schanelec ontving vier maal de Preis der deutschen Filmkritik: in 1995 in de categorie "beste speelfilm" voor Das Glück meiner Schwester, in 2004 in de categorie "beste scenario" voor Marseille, in 2017 in de categorie "beste montage" (met Maja Tennstedt) voor Der traumhafte Weg, en in 2019 opnieuw voor "beste montage" voor Ich war zuhause, aber….
In 2005 richtte ze haar eigen productiemaatschappij Nachmittagfilm op, waarmee ze enkele van haar eigen films zou produceren. Sinds 2012 is ze professor narratieve film aan de Hochschule für bildende Künste Hamburg.
Schanelec had een jarenlange relatie met de in 2009 overleden theaterregisseur Jürgen Gosch met wie ze twee kinderen heeft. Samen werkten ze onder andere aan vertalingen van stukken van Shakespeare.

## Filmstijl
Angela Schanelecs stijl wordt gekenmerkt door het experimenteren met narratieve continuïteit, waarbij ze vaak gebruikt maakt van spatiotemporele ellipsis en long takes. Sfeer is belangrijker dan plot, waardoor haar films erg fragmentarisch aandoen. Ze maakt gebruik van minimalistische technieken die doen denken aan Robert Bresson (o.a. acteerstijl en gebruik van close-ups).

## Thema's
Schanelecs films gaan vaak over het alledaagse (familie, relaties), over communicatieproblemen en de complexiteit van het bestaan. Verhaallijnen handelen vaak over artiesten en liefdesrelaties waarbij vaak een dromerige sfeer ontstaat. Dezelfde acteurs, namen en zelfs objecten keren regelmatig terug. Dit thema van familie en vriendschap keert ook terug in haar productieproces waarbij ze vaak samenwerkt met hetzelfde team (vb. Reinhold Vorschneider en Maren Eggert). Ook haar eigen familie en vrienden spelen regelmatig mee in haar films.
| jaar | filmtitel                                           | regisseur | scenarist | producent | montage | actrice |
| ---- | --------------------------------------------------- | --------- | --------- | --------- | ------- | ------- |
| 1984 | Die Familie oder Schroffenstein                     |           |           |           |         | ✔       |
| 1985 | Der Tod des weißen Pferdes                          |           |           |           |         | ✔       |
| 1991 | Schöne gelbe Farbe                                  | ✔         | ✔         | ✔         | ✔       | ✔       |
| 1994 | Anna Zeit Land                                      |           |           |           |         | ✔       |
| 1994 | Ich bin den Sommer über in Berlin geblieben         | ✔         | ✔         |           | ✔       | ✔       |
| 1995 | Das Glück meiner Schwester                          | ✔         | ✔         |           | ✔       | ✔       |
| 1997 | Daily Chicken                                       |           |           |           |         | ✔       |
| 1998 | Plätze in Städten                                   | ✔         | ✔         |           | ✔       |         |
| 1999 | Dealer                                              |           |           |           |         | ✔       |
| 1999 | Drachenland                                         |           |           |           |         | ✔       |
| 2001 | Mein langsames Leben                                | ✔         | ✔         |           | ✔       | ✔       |
| 2004 | Marseille                                           | ✔         | ✔         |           |         |         |
| 2007 | Nachmittag                                          | ✔         | ✔         | ✔         |         | ✔       |
| 2009 | Deutschland 09 - 13 kurze Filme zur Lage der Nation | ✔         | ✔         |           |         |         |
| 2010 | Orly                                                | ✔         | ✔         | ✔         |         |         |
| 2014 | A House in Berlin                                   |           |           |           |         | ✔       |
| 2014 | Ponts de Sarajevo (segment)                         | ✔         |           |           |         |         |
| 2015 | Take What You Can Carry                             |           |           |           |         | ✔       |
| 2016 | Der traumhafte Weg                                  | ✔         | ✔         |           | ✔       |         |
| 2019 | Ich war zuhause, aber                               | ✔         | ✔         | ✔         | ✔       |         |

### Verdere films/series
- 1991: Weit entfernt (korte speelfilm)
- 1992: Über das Entgegenkommen (korte speelfilm)
- 1992: Prag, März 1992 (korte dokumentaire film)
- 2023: Music